# Communauté de communes Beaujolais-Vauxonne
La communauté de communes Beaujolais Vauxonne est une ancienne communauté de communes française, située dans le département du Rhône, en région Rhône-Alpes, qui existe de 1996 à 2013.

## Histoire
La communauté de communes Beaujolais Vauxonne est créée par arrêté préfectoral le 28 décembre 1995 et entre en vigueur le 1er janvier 1996. La Vauxonne constitue l’épine dorsale forte au regroupement des sept communes à l’origine de cette collectivité.
Elle fusionne avec la communauté d'agglomération de Villefranche-sur-Saône, la communauté de communes Beaujolais Nizerand Morgon et les communes de Jarnioux, Liergues et Ville-sur-Jarnioux dans le Rhône et celle de Jassans-Riottier dans l'Ain, pour former la communauté d'agglomération Villefranche-Beaujolais-Saône à compter du 1er janvier 2014.

## Siège
À partir de 1998, son siège se trouve au Clos de Milly dans la commune de Saint-Étienne-des-Oullières.

## Composition
Elle regroupe 7 communes :
- Blacé
- Le Perréon
- Saint-Étienne-des-Oullières
- Saint-Georges-de-Reneins
- Saint-Julien
- Salles-Arbuissonnas-en-Beaujolais
- Vaux-en-Beaujolais